# Ocotea comoriensis
Ocotea comoriensis är en lagerväxtart som beskrevs av André Joseph Guillaume Henri Kostermans. Ocotea comoriensis ingår i släktet Ocotea och familjen lagerväxter. Inga underarter finns listade i Catalogue of Life.